# San Lanfranco di Pavia tra i santi Giovanni Battista e Liberio
San Lanfranco di Pavia tra i santi Giovanni Battista e Liberio è un dipinto a olio su tavola (145,1x129,9 cm) di Cima da Conegliano, databile 1515-1516 conservato presso il Fitzwilliam Museum di Cambridge.